# Meir (straat)

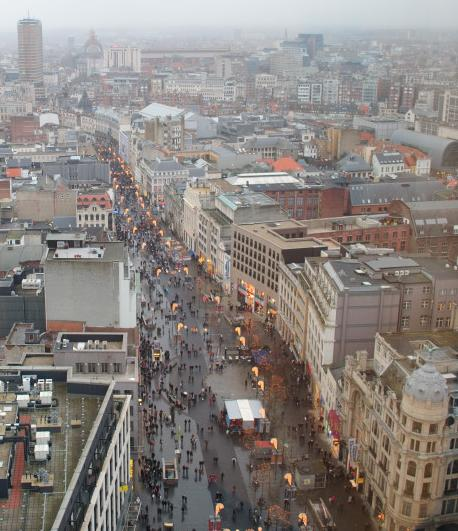
Gezicht op de Meir vanaf de Boerentoren

De Meir (uitspraak ook in het Algemeen Nederlands [mɛːr]) is een van de belangrijkste winkelstraten in de Belgische stad Antwerpen.
Samen met de De Keyserlei, de Teniersplaats en de Leysstraat vormt de Meir de verbinding tussen het Centraal Station en het historische centrum van de stad Antwerpen.
De Meir is autovrij (de premetro rijdt onder de straat) en is een van de belangrijkste commerciële trekpleisters van de stad. Naast vele kleine winkeltjes hebben de meeste grote (kleding)winkelketens zoals H&M, C&A en WE er een vestiging.

## Geschiedenis
Het oudste gedeelte aan de Huidevettersstraat (thans nog steeds het breedste stuk) was oorspronkelijk (in de 13de eeuw) enkel een stilstaand water vandaar de benaming "Meere", waarschijnlijk ook gebruikt als houtdok, zie naam "Houtmeere".
Het werd in 1291-1314 bij de tweede stadsvergroting verder uitgebreid tot de Wapper en in 1410 tot aan de Jezusstraat. In 1489 werd een vaart getrokken tussen de Meirbrug en de Wapper met twee bruggen ter hoogte van de Twaalfmaandenstraat en de Klarenstraat die aansloot op de Herentalsevaart via de Wapper en zorgde voor zoetwater. Vervolgens werd het water in 1541 gedeeltelijk overwelfd en spoedig werd de Meir een voorname, aristocratische straat, terwijl de benaming tijdens de 18de eeuw evolueerde naar "Meer", "Meir", "Place de Meir" en "Meirplaats".
Vanaf 1527 tot eind de 18de eeuw prijkte tegenover de Huidevettersstraat een monumentaal kruisbeeld. Van de talrijke 16de- en 17de-eeuwse kloosters, de Onze-Lieve-Vrouwebroeders (Sint-Jan Berchmanscollege), de miniemen en de cellebroeders is niets meer zichtbaar; uit de 18de eeuw zijn echter twee prachtige patriciërshuizen overgebleven, het zogenaamd Osterriethhuis en het (Koninklijk) Paleis op de Meir. De drang naar pronkerig machtsvertoon in de 19de en de 20e eeuw deden het kleine pittoreske verdwijnen voor imposantere representatieve gebouwen, onder meer talrijke banken en verzekeringsmaatschappijen.
De Meir is thans een belangrijk winkelcentrum; vandaar de meestal tot winkelpui verbouwde begane gronden. Uitdeinend naar de Meirbrug met een gebogen tracé, is voornamelijk de zuidelijke gevelwand in het oog springend; behouden gesloten karakter, enkel opengebroken aan de Wapper, benadrukt door de concave gevel van de Stadsfeestzaal die de overgang maakt met de pompeuze Leysstraat.
De Meir werd  in 1992 autovrij gemaakt. 

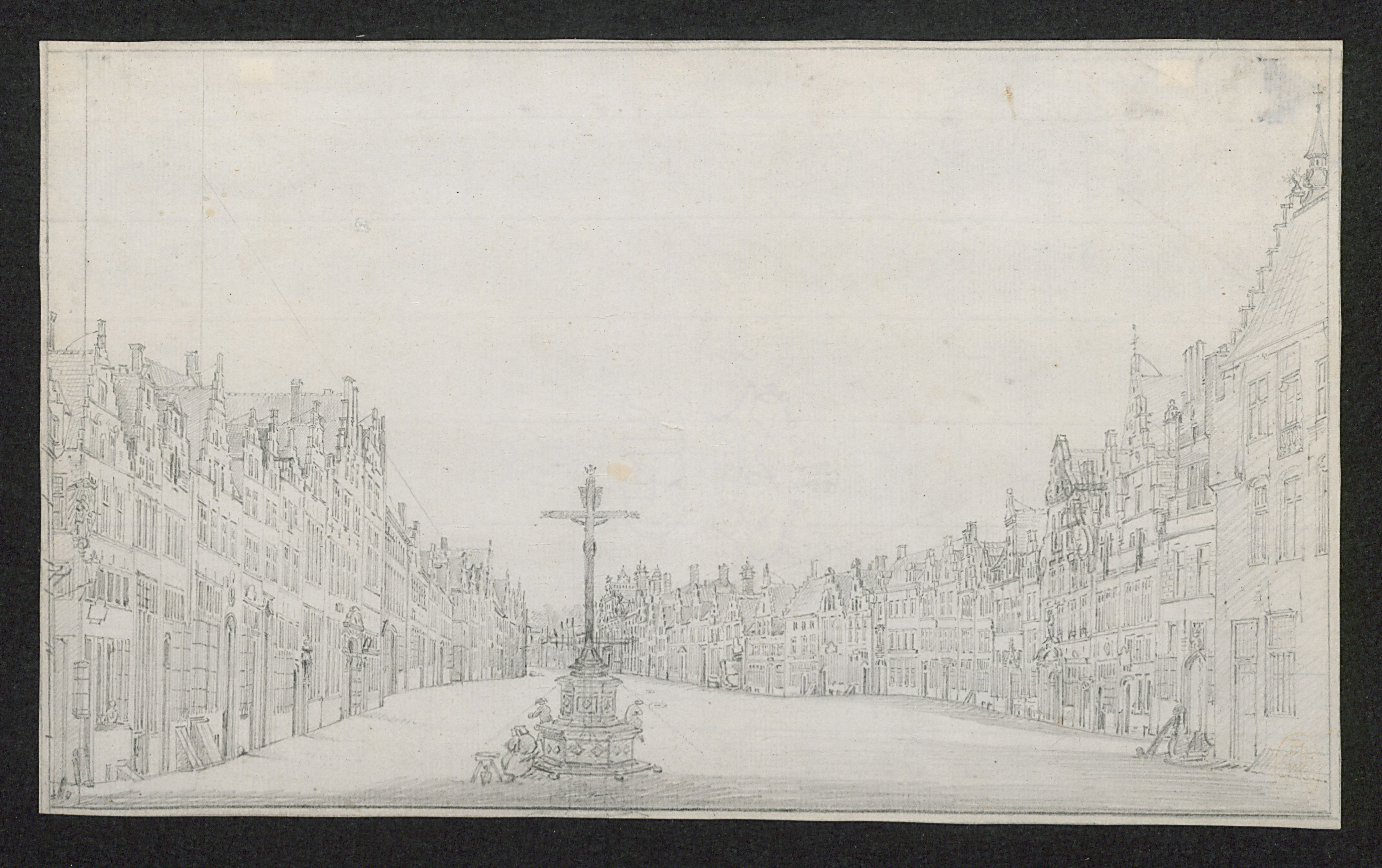
Monumentale kruisbeeld op de Meir
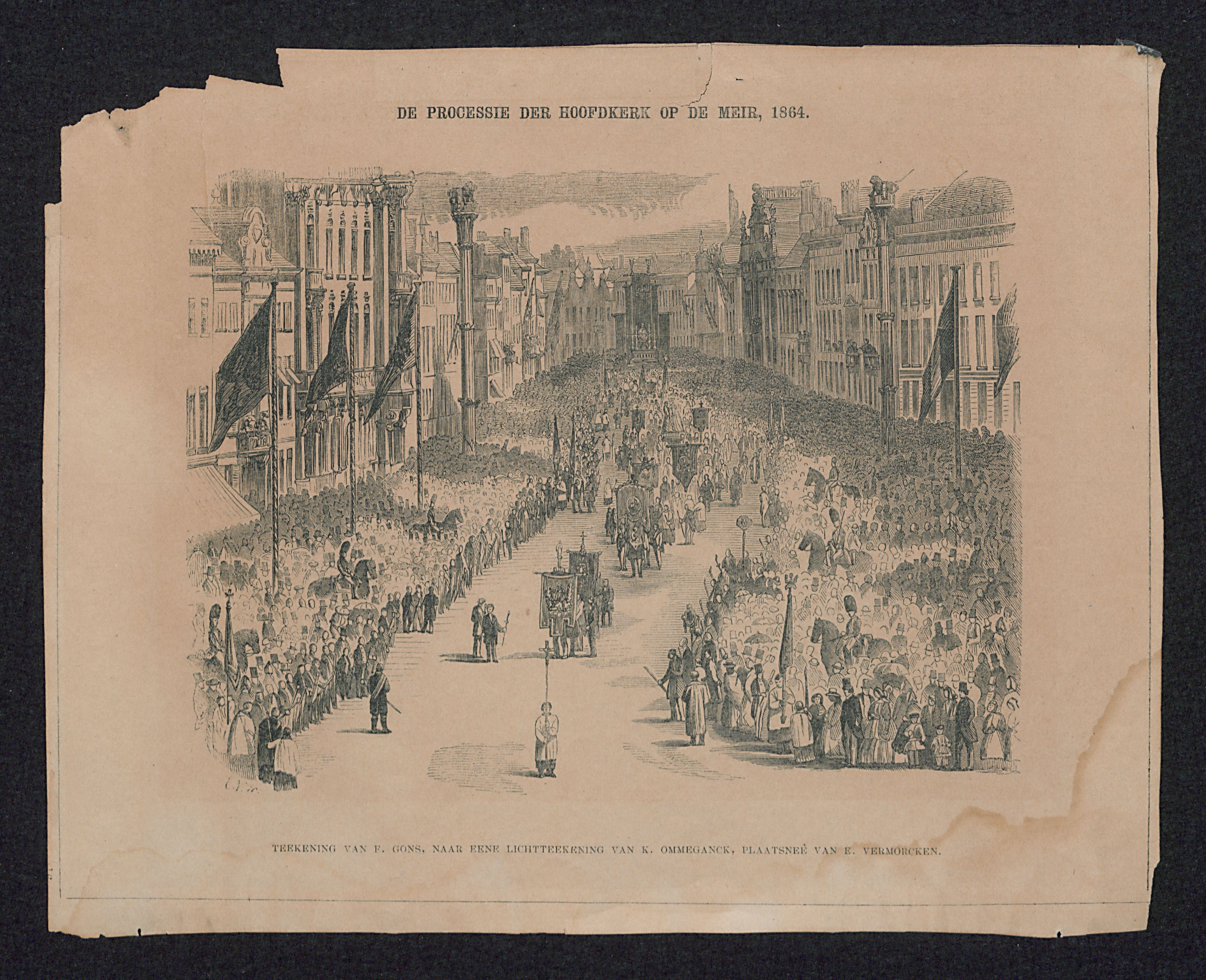
de processie der hoofdkerk op de Meir
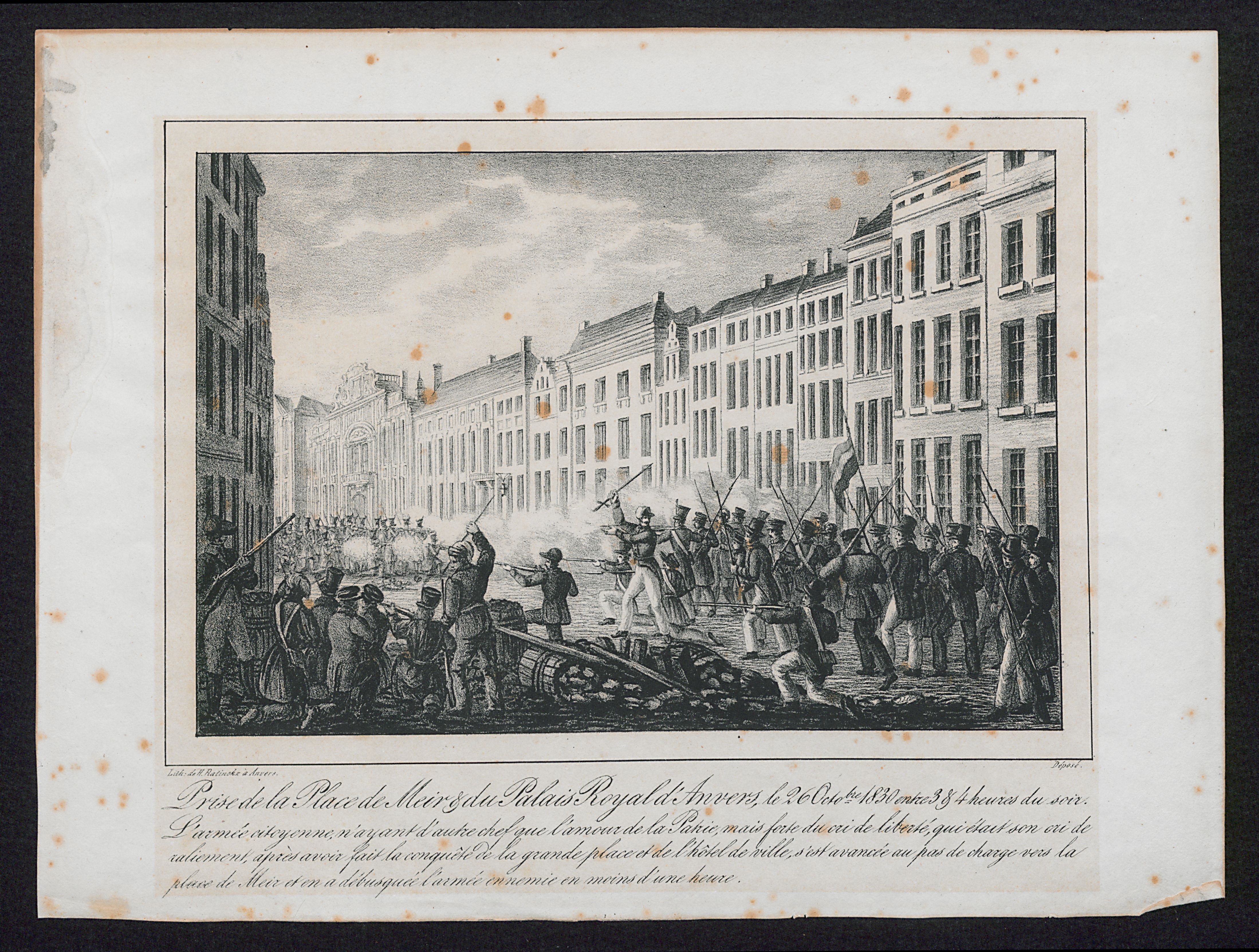
Het innemen van de Meir en het Koninklijk Paleis te Antwerpen
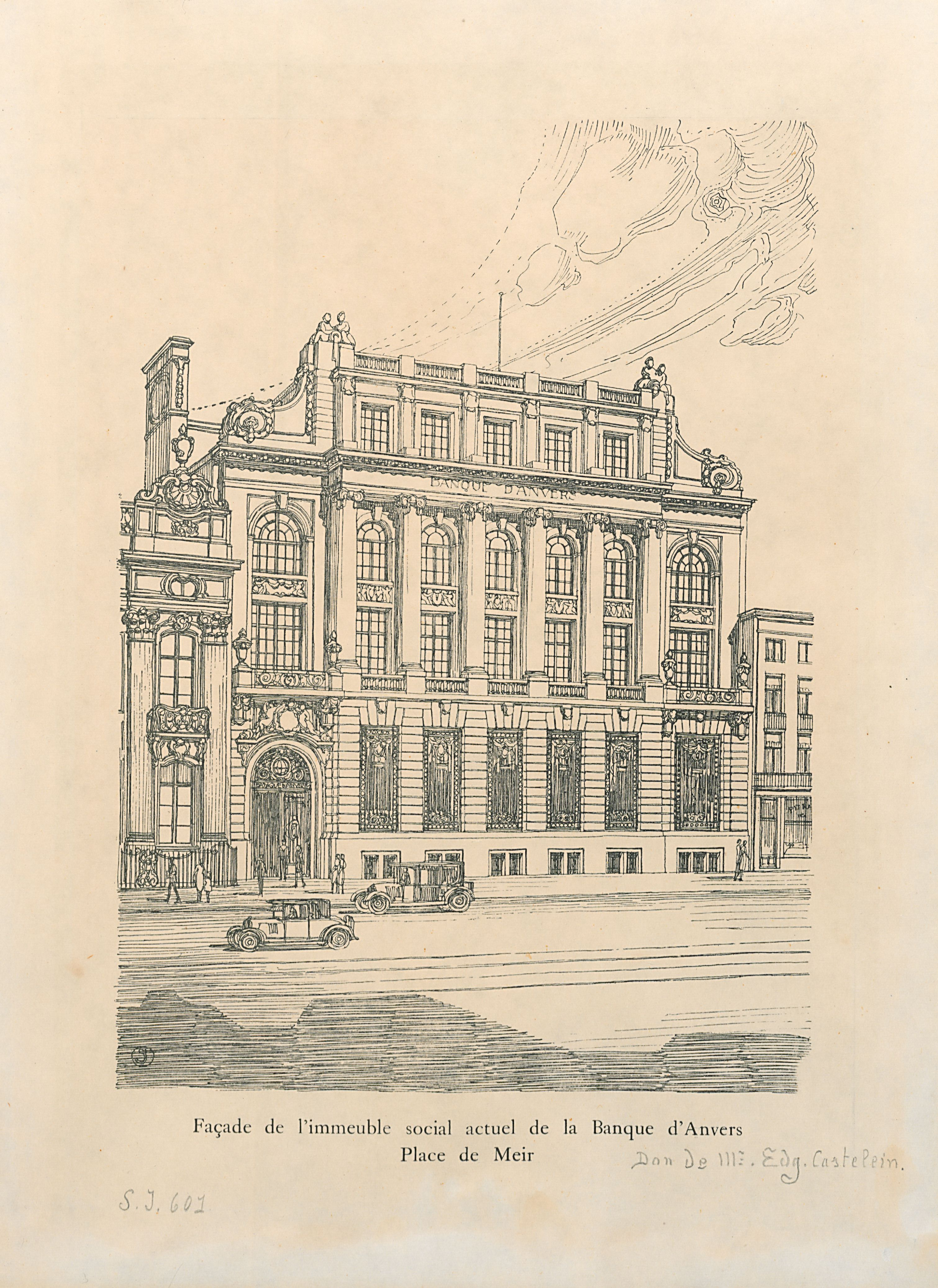
De bank van Antwerpen op de Meir

## Bereikbaarheid
Uitstappen bij premetrostation: Meir